# Andrena fimbriatoides
Andrena fimbriatoides là một loài Hymenoptera trong họ Andrenidae. Loài này được Scheuchl mô tả khoa học năm 2004.